# Sommar Bruzelius (jurist)
Ragnar Sommar Bruzelius, född den 4 augusti 1869 i Landskrona, död den 30 oktober 1956 i Malmö, var en svensk jurist.
Bruzelius avlade studentexamen 1887 och hovrättsexamen 1891. Han blev fiskal i hovrätten över Skåne och Blekinge 1901 och assessor där 1902. Han var hovrättsråd 1906–1938, tillförordnad divisionsordförande 1915–1923, ordinarie divisionsordförande 1924–1938 och tillförordnad president 1932–1936. Bruzelius var styrelseledamot i Skånska enskilda banken, sedermera Skandinaviska kreditaktiebolaget, i Kristianstad, 1906–1917 (ordförande 1913–1917) och ordförande i styrelsen för Smålands enskilda banks avdelningskontor i Malmö 1920–1939. Han blev riddare av Nordstjärneorden 1909, kommendör av andra klassen av samma orden 1921 och kommendör av första klassen 1932. Bruzelius vilar på Sankt Pauli norra kyrkogård i Malmö.